# Лепопелци
Лепопелци (на македонска литературна норма: Лепопелци) е село в източната част на Северна Македония, в Община Чешиново-Облешево.

## География
Селото е разположено западно от град Кочани в южното подножие на Осогово.

## История
В XIX век Лепопелци е изцяло българско село в Кочанска кааза на Османската империя. Според статистиката на Васил Кънчов („Македония. Етнография и статистика“) от 1900 година Лепопелци има 140 жители, всички българи християни.
В началото на XX век българското население на селото е под върховенството на Българската екзархия. По данни на секретаря на екзархията Димитър Мишев („La Macédoine et sa Population Chrétienne“) през 1905 година в Лепонелци (Leponeltzi) има 120 българи екзархисти и 30 власи.